# Hans Gruijters
Johannes Petrus Adrianus Gruijters, detto Hans (Helmond, 30 giugno 1931 – Lelystad, 17 aprile 2005), è stato un politico e giornalista olandese, cofondatore dei Democratici 66 (D66).

## Biografia
Hans Gruijters ha studiato psicologia e scienze politiche e sociali all'Università di Amsterdam. Nel 1954 ha conseguito un master in psicologia. Successivamente è diventato segretario esecutivo di un'azienda tessile a Helmond. Successivamente è stato proprietario congiunto di varie società nel settore alberghiero e della ristorazione ad Amsterdam. Dal 1960 al 1967 ha diretto la sezione affari esteri del quotidiano olandese Algemeen Handelsblad. Dal 1971 al 1973 è stato il principale editore della VNU, un conglomerato mediatico olandese.

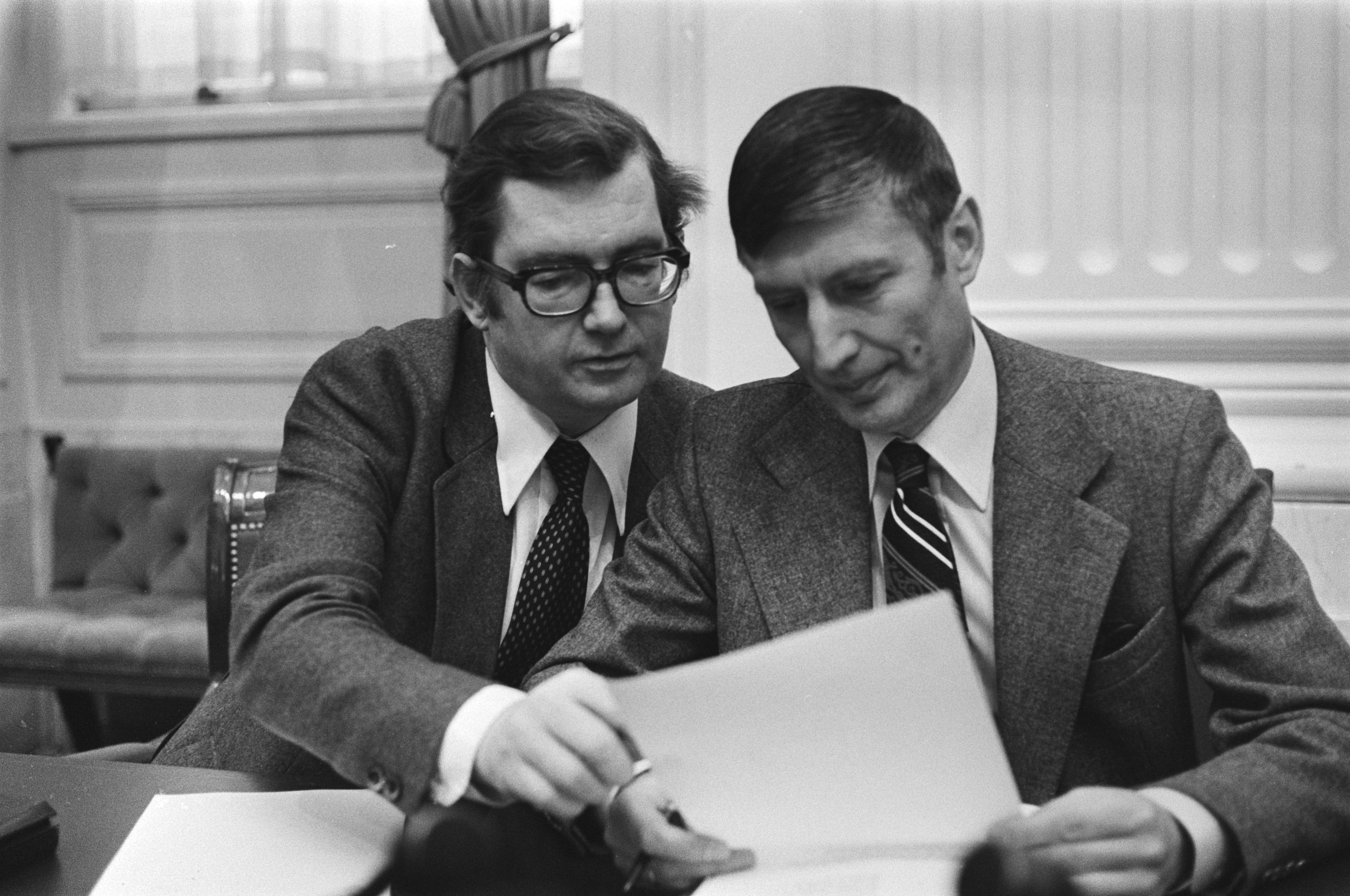
Hans Gruijters e Dries van Agt nel 1977.

Come politico, Gruijters era un membro attivo del VVD. Dal 1959 è stato presidente del JOVD (Organizzazione Giovanile Libertà e Democrazia) di Amsterdam. Dal novembre 1962 al 21 marzo 1966 fu rappresentante di VVD nel consiglio comunale di Amsterdam. Dopo un conflitto provocato dalla sua decisione di non partecipare alla cerimonia nuziale della principessa Beatrice e Claus von Amsberg, lasciò il VVD. Pensava che il matrimonio non avrebbe contribuito al ruolo sociale che la casa reale avrebbe dovuto svolgere nella società.
Insieme a Hans van Mierlo ha fondato i D66 nel 1966. Dal 7 luglio 1970 al 1971 è stato membro del Consiglio provinciale dell'Olanda Settentrionale. Dal 7 dicembre 1972 all'11 maggio 1973 è stato membro della Tweede Kamer olandese. Dall'11 maggio 1973 al 19 dicembre 1977 è stato ministro degli alloggi e della pianificazione ambientale nel gabinetto di Joop den Uyl. Nel 2004 lasciò i D66 perché non si sentiva più il benvenuto lì.
Il 1º gennaio 1980 divenne il primo sindaco di Lelystad, la capitale appena creata della nuova provincia di Flevoland e la più piccola capitale provinciale dei Paesi Bassi. Ha ricoperto questa carica per più di 16 anni e si è ritirato il 1º luglio 1996, all'età di 65 anni. Nel 2004 lasciò i D66 perché non si sentiva più il benvenuto lì.